# Ramal de Piracicaba (Companhia Ytuana de Estradas de Ferro)
O Ramal de Piracicaba da Companhia Ytuana de Estradas de Ferro foi uma ferrovia paulista, que ligava a antiga linha tronco da Ytuana (partindo da estação Itaici), com a cidade de Piracicaba, e posteriormente seguindo até São Pedro.
Em 1873, a Ytuana deu início ao Ramal de Piracicaba, saindo de Itaici, na linha-tronco entre Jundiaí e Itu, para Capivari e Piracicaba (então denominada Constituição), obtendo, para tanto, a necessária autorização pelo ato de 17 de maio de 1872, que permitiu a construção das mencionadas linhas.
Em 21 de outubro de 1875 a Ytuana chega a Capivari. Em 10 de outubro de 1876 chega a Rio das Pedras. Em 20 de fevereiro de 1877 chega a Constituição, renomeada meses depois como Piracicaba. A Companhia Paulista de Estradas de Ferro chegaria a Piracicaba 45 anos depois, em 1922.
Em novembro de 1883, a Companhia conseguiu a concessão para prolongamento de sua linha de Piracicaba a São Pedro. Em 1893 o ramal chegou a São Pedro, 58 km à frente de Piracicaba.
Em 1905, a Ituana foi definitivamente incorporada pela Estrada de Ferro Sorocabana e toda a sua malha passou a fazer parte da mesma.
O ramal - algumas vezes chamado também de ramal de São Pedro - teve o trecho final, entre Piracicaba e São Pedro, suprimido para trens de passageiros em 1966 e seus trilhos foram retirados em 1980. 
O tráfego de passageiros entre Itaici e Piracicaba acabou em 15/2/1977, último dia de circulação e cinco dias antes do centenário da linha, enquanto trens de carga continuaram trafegando cada vez menos até meados dos anos 1980. Por volta de 1990, os trilhos, já abandonados, foram retirados pela FEPASA.